# Czarne Kąty
Czarne Kąty (niem. Schwarze Winkelkuppen) – góra (811 m n.p.m.) w południowo-zachodniej Polsce, w Sudetach Środkowych, w  Górach Sowich.

## Położenie i opis
Góra położona w głównym grzbiecie Gór Sowich, około 3 km na wschód od Jugowa, w środkowo-południowej części Gór Sowich, po południowo-wschodniej stronie od przełęczy Wigancicka Polana.
Kopulasta góra o wyraźnie zarysowanym rozległym płaskim wierzchołku. Zbocza góry wraz ze szczytem porasta bór świerkowy regla dolnego. Od szczytu odchodzą dwa niewielkie grzbiety: w stronę północno-wschodnią odchodzi "Niedźwiedzi Grzbiet", którego wschodnie strome zbocze nazywane jest "Czarne Kąty" a w kierunku południowym odchodzi grzbiet z górą Dzik.
Czarne Kąty położone są na obszarze Parku Krajobrazowego Gór Sowich.

## Szlaki turystyczne
Południowo-zachodnim zboczem przechodzi szlak turystyczny:
- czerwony – odcinek Głównego Szlaku Sudeckiego Wielkiej Sowy do Srebrnej Góry.